# Oceanites
Oceanites Keyserling & J.H.Blasius, 1840 è un genere di uccelli della famiglia Oceanitidae.

## Tassonomia
Il genere comprende le seguenti specie:
- Oceanites gracilis (Elliot, 1859) – uccello delle tempeste culbianco
- Oceanites oceanicus (Kuhl, 1820) – uccello delle tempeste di Wilson
- Oceanites pincoyae Harrison et al., 2013 – uccello delle tempeste di Pincoya